# Julianskt datum
Ett julianskt datum (JD) är enligt ett förslag av den holländske kronologen Joseph Justus Scaliger (1540 – 1609) det antal dygn som gått sedan måndag 1 januari 4713 f.Kr. i den julianska kalendern, 12.00 UT (middag) vid Greenwichs horisont - ibland lägger man dock nollpunkten vid midnatt. Den dagen har julianskt datum 0, och sen räknar man dygnen utan att bry sig huruvida en viss dag är skottdag eller inte. Från detta datum och fram till idag har det gått ungefär 2,5 miljoner dygn; ett stort tal, men fortfarande någorlunda hanterbart under ytterligare många tusen år. Det julianska datumsystemet används av astronomer som ett standarddatumsystem för att underlätta hanteringen av olika kalendersystem, och göra det lättare att beräkna olika tidpunkter. Julianskt datum är alltså inte detsamma som den julianska kalendern, som utvecklades på uppdrag av Julius Caesar.

## Epok
Valet av just år 4713 som epok kan synas märkligt, men har sin förklaring däri, att just detta år hade flera olika kalendrar nyår samtidigt trots att somliga kalendrar bygger på 12 månvarv (ca 336 dagar) och andra kalendrar på solvarv (ca 365 dagar). För tidpunkter före 1 januari 4713 f Kr räknar man med negativa JD-nummer. I princip kan man föra detta bakåt ända till Big Bang även om talen blir tämligen otympliga efter hand. Det finns ingen teoretisk gräns för hur stort ett negativt tal kan bli. Hur man eventuellt ska räkna tid före Big Bang, i den mån dimensionen tid över huvud taget existerade, är en filosofisk fråga, tills vidare utan svar.
Scaliger definierade JD-epokens första dygn som dygn 0 (noll) vilket gör att det är komplikationsfritt att med en enkel subtraktion beräkna tidsskillnaden mellan två olika dygn, oavsett på vilken sida nollpunkten dessa finns. Jämför detta med epoker som saknar 0 och som börjar räkna från ett, till exempel den gregorianska kalendern, där särskild hänsyn måste tas till om tidpunkterna finns på olika sidor om epokens start.
Klockslaget för nollpunkten har inte alltid varit midnatt. Under vissa tider har man utgått från sann middag, kl 12.00. Det är då man kan nollställa klockan mot solen; på natten är ju detta ogörligt. Numera lägger man ibland nollpunkten vid midnatt, och vinner därmed likhet mellan början och slutet på det astronomiska dygnet och det terrestra dygnet.

## Varianter och tillämpningar
Räknar man på det ursprungliga sättet med start år 4713, blir det stora tal med många siffror som ska hanteras. Detta blir ibland obekvämt. Man har därför infört ett modifierat dygnsnummer för det julianska dygnet (MJD), till att börja med framflyttades nollpunkten till 17 november 1858 kl 00.00, så slapp man en lång rad av de mest signifikanta siffrorna. Man bör ju på annat sätt kunna hålla reda på i vilket århundrade man rör sig. MJD fick 1998 ny definition, se avsnitt Nu gällande definitioner nedan.
I samband med att satelliten Sputnik skickades upp i rymden 1957 gjordes en ny framflyttning av nollpunkten, varigenom man vann att man kunde begränsa tidsignalerna från satelliten till 18 bit. Detta håller fram till 7 augusti 2516, då man antingen måste använda mer än 18 bitar i tidsignalerna, eller än en gång flytta fram nollpunkten. Att lösa det problemet blir en uppgift för kommande generationer. Det är väl inte omöjligt att vetenskapen vid den tidpunkten har tagit helt nya banor, som vi idag har svårt att föreställa oss, och då kanske dygnsräknandet inte är något problem längre.
När NASA kom igång med rymdprogram införde man truncated julian day, TJD med nollpunkten förlagd till 24 maj 1968 kl 00.00. Därmed klarade man sig med 4 siffror i satellitkommunikationen. Detta räckte i 10 000 dygn till 10 oktober 1995, men i stället för att öka tidsangivelserna till 5 siffror, började man en ny epok detta datum och kan fortsätta med 4 siffror i ytterligare 10 000 dygn fram till 25 februari 2023.
Till skillnad från Scaligers definition har man vid definitionen av en del andra epoker kallat epokens första dygn för dygn 1. Vid omvandling mellan olika epoksystem måste man därför tänka efter mycket noga, så att det inte blir fel på ±1 dygn ("Millenniumsyndromet")
Datortekniken medför nya dygnsräkningsproblem. För programmeringsspråket COBOL, som är gjort för kontorsrutiner, där man ofta har anledning att ta med tidsperioder i beräkningarna, infördes en ny epokdefinition för ANSI-dagnumret med nollpunkt 1 januari 1600, som gällde fram till 2000, då, såsom numera välkänt, en extra skottdag bröt mönstret, som då krävde extra arrangemang för allt som var skrivet i COBOL. Operativsystemet Unix räknar internt med Unix time, vilket är sekunder sedan 1 januari 1970, lagrat med 31 bit plus teckenbit. Detta tar slut 19 januari 2038, men man diskuterar att använda 64 bit i stället, vilket skulle lösa det problemet.
Det förekommer en del ytterligare varianter på nollpunktsättning, som komplicerar jämförelser mellan de olika systemen. Scaligers enkla och rättframma metod har fått konkurrens, vilket gjort att situatiuonen inte alls är enkel och rättfram längre. Det har på tideräkningens område blivit nästan lika förvirrat, som det var med alla andra mått före införandet av SI.

## Nu gällande definitioner
Tjugotredje General Assembly av International Astronomical Union, IAU,  fastställde 1998  följande definitioner:
JD0 börjar år 1900 kl 12 h 00 m 00 s UT. Ett dygn består av 86 400 sekunder. Astronomiska händelser anges normalt i JD plus antal förflutna sekunder inom dygnet, vid behov decimaler av sekund. Längden av 1 sekund är därvid enligt SI definition. JD löper fullständigt jämnt utan hänsyn till skottdagar och skottsekunder.
I vissa tillämpningar vill man sätta nollpunkten till midnatt, modifierad juliansk dag, MJD. Därvid gäller sambandet MJD = JD minus 2400 h plus 0,5 s.
Den tidpunkt man kan räkna med när UTC är känd, terrestrial time, TT, definieras som TAI + 32,184 sekunder.
Det finns tabeller utgivna för TT - UT, där hänsyn tagits till skottår och skottsekunder, täckande 1961 — 1996-01-01. 
För tider efter 1996 finns info på följande adresser:
Report of the International Earth Rotation and Reference Systems Service, IERS , dito 
United States Naval Observatory, tidangivelser för GPS , dito